# 1chipMSX
 (mars 2011).

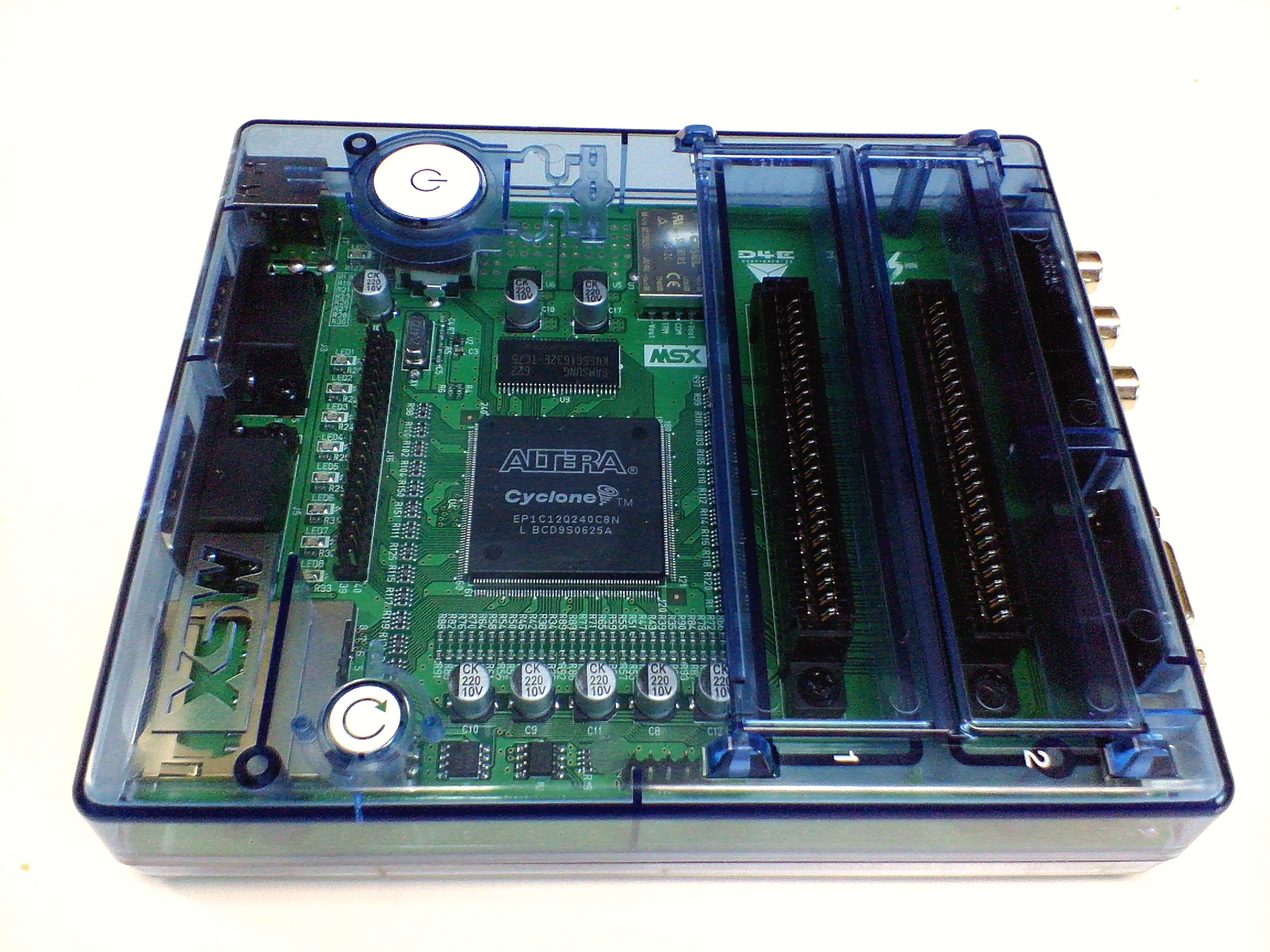
Le One chip MSX

Le 1chipMSX ou One chip MSX est le nom commercial du ESE MSX System 3, un ordinateur personnel compatible MSX 2 de la société japonaise D4 Enterprise sorti en 2006. Il fonctionne autour d'un circuit logique programmable (FPGA) qui émule tous les composants d'un MSX-2 (à l'exception de la mémoire vive) ainsi que les extensions audio MSX-MUSIC et SCC+.

## Spécifications
Le système est logé dans une boîte en plastique bleue transparente, et peut être utilisé avec un moniteur standard (ou une TV) et un clavier de PC. Jusqu'à deux cartouches originales MSX peuvent y être insérées sur le dessus du boîtier. Des ports pour cartes mémoires SD et MMC complètent les unités de stockages externes utilisables. Si le lecteur de disquette 3,5″ n'est pas inclus, il peut être émulé par les cartes de mémoire, y compris pour le démarrage sous MSX-DOS. En raison de son matériel programmable en VHDL, il est possible d'ajouter à l'appareil de nouvelles fonctionnalités matérielles en lançant simplement un programme de reconfiguration sous MSX-DOS. Le One chip MSX possède également deux ports USB qui peuvent être utilisés grâce à un code VHDL spécifique.

### Spécifications matérielles
- Processeur Altera Cyclone EP1C12Q240C8N FPGA
- 32 MB SDRAM
- Port carte SD/MMC
- 2 ports cartouche MSX
- 2 sorties audio (pour un futur support de la stéréo)
- Sortie vidéo S-Vidéo
- Sortie vidéo composite
- Sortie vidéo VGA
- Connecteur clavier PS/2
- 2 connecteur USB
- 2 ports joystick MSX
- FPGA I/O pin (40 pins et 10 pins)

### Spécifications de l'implémentation du système MSX
Il s'agit des spécifications par défaut :
- Système MSX 2
- 1 MB RAM
- 128 kB VRAM
- Kanji-ROM
- MSX-MUSIC
- MSX-DOS2 avec support FAT16
- Compatibilité MEGA-SCSI pour les cartes SD comme lecteur principal

## Distribution
Le ESE MSX System 3 fut créé par ESE Artists' Factory et distribué au Japon sous le nom de 1chipMSX par la société D4 Enterprise.
Dans un premier temps, un prototype émulant le MSX-1 et équipé d'un seul port cartouche fut envisagé. La société ASCII lança sur son site internet une souscription courant du 20 mai au 20 août 2005 pour recueillir les 5 000 promesses d'achats nécessaires pour lancer la production. Le 26 août 2005, ce chiffre n'étant pas atteint, ASCII décide d'annuler la production.
C'est le 11 août 2006 que D4 Enterprise dévoile un nouveau modèle émulant le MSX-2 et pourvu de deux ports cartouche. Mis en vente au Japon en novembre 2006 au prix de 20 790 yens (par correspondance et dans quelques magasins), le 1chipMSX se sera écoulé à 5 000 exemplaires jusqu'en septembre 2008, où D4 Enterprise annonce la rupture de stock.
Le 1chipMSX devait être distribué en dehors du Japon par la société bazix. Cependant, en raison des réglementations de la directive RoHS en Europe, il ne pouvait pas y être diffusé sous sa forme d'origine et Bazix avait prévu de produire et diffusée en Europe une version adapté pour ce marché. Finalement, Bazix décide de mettre fin à son partenariat avec la MSX Association et de ne pas distribuer le 1chipMSX sur le marché occidental,.

## Extensions
Un code VHDL permettant d'émuler un MSX-2+ est en cours d'élaboration.
Le FPGA du 1chipMSX a également servi à réaliser un émulateur d'ordinateur Sharp MZ-700.